# 西丁南鰍
西丁南鰍（學名：Schistura xhatensis）為輻鰭魚綱鯉形目條鰍科南鰍屬的其中一種。分布於亞洲寮國Nam Xhat河流域，體長可達3.9公分，棲息在河川底層水域，生活習性不明。

## 扩展阅读
維基物種上的相關：西丁南鰍